# Stenopterygia
Stenopterygia là một chi bướm đêm thuộc họ Noctuidae.

## Loài
- Stenopterygia calida (Walker, 1862)
- Stenopterygia firmivena Prout, 1927
- Stenopterygia gabonensis Laporte, 1974
- Stenopterygia kebea (Bethune-Baker, 1906)
- Stenopterygia khasiana (Hampson, 1894)
- Stenopterygia monostigma (Saalmüller, 1891)
- Stenopterygia nausoriensis Robinson, 1975
- Stenopterygia rufitincta Hampson, 1918
- Stenopterygia subcurva (Walker, 1857)
- Stenopterygia tenebrosa Hampson, 1908